# Plexus-brachialisletsel
Bij een plexus-brachialislaesie zijn de uittredende zenuwen van het ruggenmerg beschadigd ter hoogte van de nekwervels. Het ruggenmerg zelf is daarbij niet noodzakelijk aangedaan.
Plexus-brachialisletsel leidt tot een verlamming van de schouder en de arm. Het ontstaat doorgaans tijdens de geboorte. Volwassenen kunnen het oplopen bij bijvoorbeeld een ongeluk.
De kans op herstel hangt af van de ernst van de beschadiging. Spontaan herstel is mogelijk. Blijft dit uit, dan kan een neurochirurg de losgeraakte zenuwen herverbinden. Dit kan enig herstel van de armfunctie opleveren. Volledig herstel is niet mogelijk.